# Ludwik XVIII
Ludwik XVIII (ur. 17 listopada 1755 w Wersalu jako Louis Stanislas Xavier de France, zm. 16 września 1824 w Paryżu) – król Francji od 1814 r. – hrabia Prowansji i par Francji, następnie także książę Andegawenii, d'Alençon, de Brunoy, hrabia de Maine, de Perche, de Senonches, następnie także król Francji i Nawarry, wolnomularz, inicjowany do loży Trois-Frères à l’Orient de la Cour.
Był synem delfina Francji Ludwika Ferdynanda i córki króla Polski Augusta III – Marii Józefy Wettyn. Był bratem Ludwika XVI i Karola X, z dynastii Burbonów oraz Madame Klotyldy i Madame Elżbiety.

## Wczesne lata życia

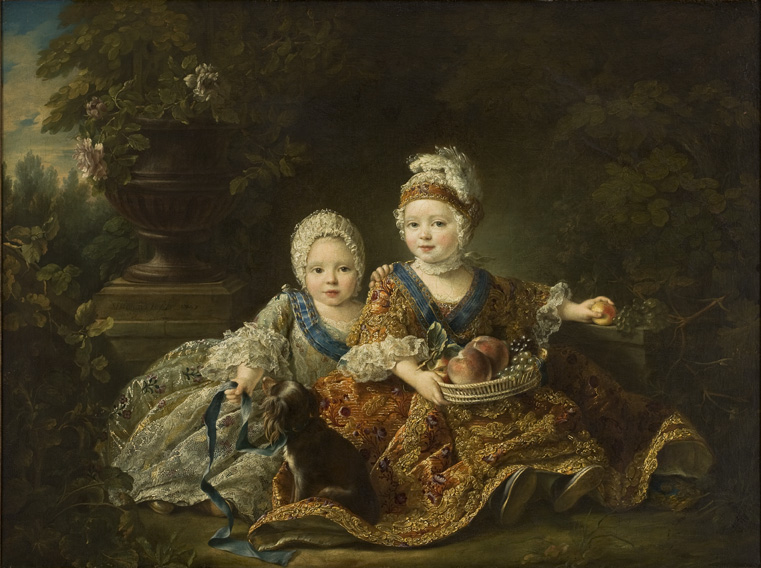
François-Hubert Drouais, Ludwik XVIII jako dziecko z bratem, przyszłym Ludwikiem XVI.

Od urodzenia w 1755.r. otrzymał tytuł księcia Andegawenii. Kiedy w 1774 r. na tron Francji wstąpił Ludwik XVI, Ludwik Stanisław Ksawery zaczął być tytułowany zwyczajowym tytułem najstarszego brata króla Francji – Monsieur. W latach 1773–1814 był wielkim mistrzem Połączonych Zakonów św. Łazarza z Jerozolimy i Najświętszej Marii Panny z Góry Karmel, a następnie protektorem ww. zakonów.
16 kwietnia 1771 r. Ludwik poślubił Marię Józefinę Sabaudzką (2 września 1753 – 13 listopada 1810), księżniczkę Sardynii i Piemontu, trzecie dziecko i drugą córkę króla Sardynii Wiktora Amadeusza III i Marii Antonietty, infantki hiszpańskiej (córki Filipa V i Elżbiety Farnese). Małżeństwo to było bezdzietne.

## Tytularny król Francji Ludwik XVIII
Przed wydarzeniami, które doprowadziły w 1789 r. do wybuchu wielkiej rewolucji francuskiej, hrabia Prowansji reprezentował bardziej liberalne poglądy od swego królewskiego brata. Jednak narastający z biegiem czasu radykalizm Rewolucji zbliżył Ludwika do jego brata.

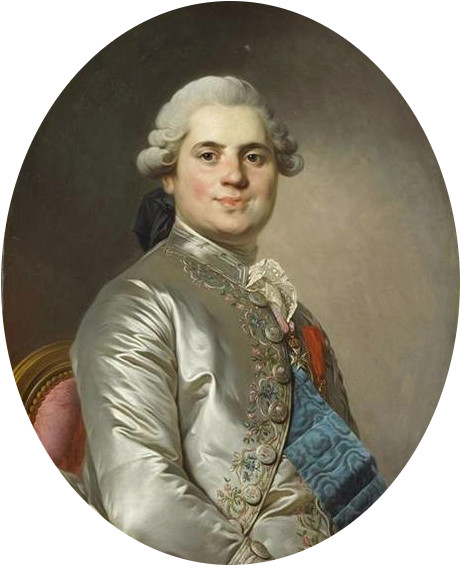
Młody Ludwik XVIII

W 1789 r. hrabia Prowansji próbował wprowadzić w życie plan ocalenia króla i zakończenia Rewolucji. W tym celu (przez swojego zaufanego, hrabiego de la Châtre) polecił markizowi de Favras zaciągnięcie pożyczki w wysokości 2 milionów franków od bankierów Schaumela i Sartoriusa. Niestety dla sprawy Favras wtajemniczył w plan swoich zaufanych oficerów, którzy go jednak zdradzili.
23 grudnia 1789 r. po Paryżu rozniosła się pogłoska, że Favras został wynajęty przez hrabiego Prowansji w celu zorganizowania spisku przeciwko „ludowi Francji”. W wyniku tego spisku król, królowa i ich dzieci mieli zostać wywiezieni z Tuileries za granicę, a hrabia zostałby regentem Francji z absolutną władzą. Do stolicy miało wkroczyć 30 000 żołnierzy, którzy mieli rozkaz zamordować trzech liderów liberałów w mieście: byłego generalnego kontrolera finansów Jacques’a Neckera, burmistrza Paryża Jeana Sylvaina Bailly’ego oraz komendanta paryskiej Gwardii Narodowej markiza de La Fayette. Następnie miasto miało zostać odcięte od dostaw żywności.
W wyniku tej pogłoski Favras i jego żona zostali następnego dnia aresztowani. Przestraszony tym hrabia Prowansji wyparł się związków z Favrasem w przemówieniu wygłoszonym przed Radą Miejską Paryża i w liście do Narodowego Zgromadzenia Konstytucyjnego. Favras został stracony w lutym 1790 r.
W 1791 r. rodzina królewska postanowiła uciec z Francji. Ludwik XVI został jednak rozpoznany przez urzędnika w Varennes i pod eskortą powrócił do Paryża. Hrabia Prowansji miał więcej szczęścia i wraz z żoną uciekł do Westfalii. W 1792 r. obalono we Francji monarchię, Ludwik XVI został zgilotynowany w 1793 r. Rojaliści uznali królem jego syna, Ludwika Karola jako Ludwika XVII. Hrabia Prowansji został regentem w jego imieniu. 8 czerwca 1795 r. Ludwik XVII zmarł i hrabia Prowansji został okrzyknięty królem Ludwikiem XVIII.
Ludwik przebywał na początku w Mons, później przeniósł się do Namur, Brukseli, Koblencji, Moguncji, Longwy, Verdun, Arlon, Liège, Hamm, Livorno i Turynu. W 1794 r. Ludwik wraz ze swoim dworem zamieszkał w Weronie, na terytorium Republiki Weneckiej. Tam wydał deklarację, napisaną częściowo przez hrabiego d’Antraigues, w której odrzucał wszystkie przemiany, jakie zaszły we Francji po 1789 r. Zapowiedział również odtworzenie monarchii z ograniczoną konstytucją. W 1796 r. w wyniku nalegań Dyrektoriatu Wenecjanie nakazali Ludwikowi opuścić terytorium Republiki.
Przez następne lata Ludwik wielokrotnie zmieniał miejsce pobytu. Z Werony udał się do Riegel am Kaiserstuhl, stamtąd do Blankenburg (Harz). Następnie udał się do Mitawy (Kurlandia). Przebywał również w Kłajpedzie, Warszawie (w latach 1801–1804, jako hrabia de Lille, mieszkał w domu Wasilewskiego przy Krakowskim Przedmieściu nr 372, później w pałacu Kazanowskich, a latem w Białym Domku w Łazienkach), Białymstoku (w pałacu Branickich), Grodnie, Kalmarze, Sztokholmie, Gosfield (w hrabstwie Essex), Hartwell i Gandawie. Przeżył wówczas wiele upokorzeń – często wypraszany, zależny od pożyczonych pieniędzy, musiał jeszcze przeżyć śmierć swojego ulubionego kuzyna, księcia d’Enghien, rozstrzelanego na rozkaz Pierwszego Konsula Napoleona Bonapartego, późniejszego cesarza Francuzów.

## I Restauracja

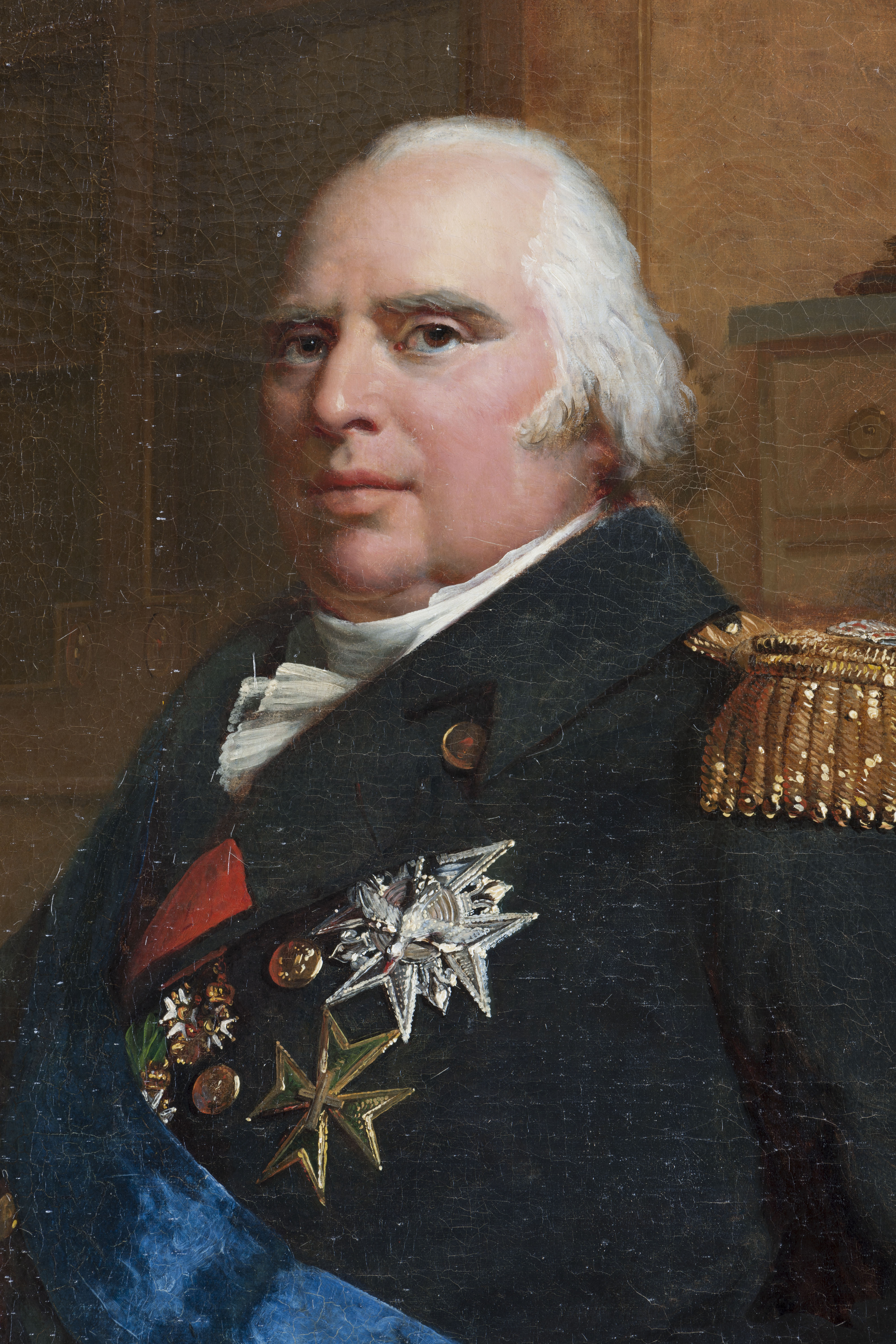
Ludwik XVIII

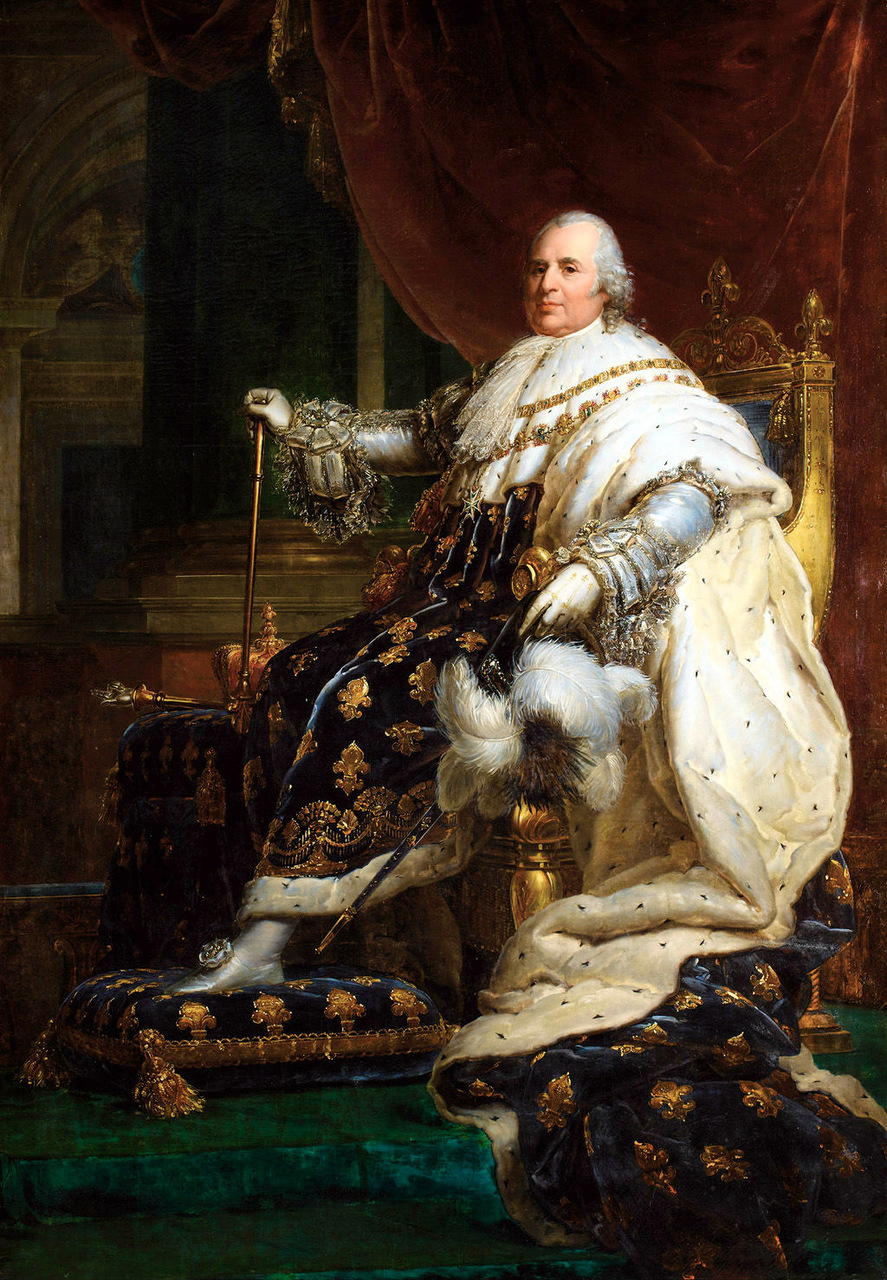
Ludwik XVIII w szatach koronacyjnych

Los uśmiechnął się do Ludwika dopiero w 1814 r. Dwa lata wcześniej Napoleon poniósł klęskę w Rosji, tracąc większość armii. Antynapoleońska koalicja rosła w siłę, a w 1814 r. działania wojenne toczyły się już na terytorium Francji. Napoleon abdykował 6 kwietnia 1814 r. Zgodnie z zasadą legitymizmu zwycięzcy przywrócili tron Ludwikowi, od teraz Ludwikowi XVIII. Doszło tym samym do nietuzinkowej sytuacji: Król z większym numerem niż wcześniejszy o tym samym imieniu był starszy od poprzednika. Nie doszło jednak do większych czystek w administracji – większość urzędników napoleońskich pozostała na swoich stanowiskach. Nie doszło również do niszczenia budowli powstałych w okresie napoleońskim. Kiedy pruski feldmarszałek Gebhard Leberecht von Blücher rozkazał wysadzić Pont d’Iéna, Ludwik XVIII oświadczył, że osobiście uda się na most i pozostanie tam do chwili detonacji. Minister spraw zagranicznych Charles-Maurice de Talleyrand-Périgord, wykorzystując konflikty w łonie zwycięskiej koalicji, wytargował w pokoju paryskim z 30 maja utrzymanie granic państwowych sprzed rewolucyjnej ekspansji i zwolnienie Francji z odszkodowań wojennych (kontrybucji).
Nie doszło również do większych represji przeciwko bonapartystom. Rozmiary tzw. „białego terroru” są często wyolbrzymiane. Na południu Francji doszło do spontanicznych wystąpień, hamowanych jednak przez króla. W 1815 w Awinionie zginął podczas nich marszałek Guillaume Marie-Anne Brune. W majestacie prawa rozstrzelano tylko czterech wojskowych – marszałka Neya oraz generałów Mouton-Daverneta, Chartranda i La Bédoyère’a. W latach 1815–1820 wymieniono 1/3 urzędników administracji.
Ludwik w miarę możliwości dążył do przywrócenia stanu sprzed 1789 r. Nie mógł zapomnieć, że ideały rewolucji miały 25 lat czasu by mocno się zakorzenić w umysłach poddanych. Siłą rzeczy, cofnięcie pewnych zmian mogłoby spowodować niepokoje. Przez 5 lat pobytu w Wielkiej Brytanii poznał angielski system władzy i, z pewnymi zmianami, postanowił przenieść go na grunt francuski. 4 czerwca 1814 r. nadał Kartę Konstytucyjną. Wprowadzała ona ustrój monarchii konstytucyjnej, z rządem odpowiedzialnym przed monarchą, a nie przed parlamentem. W Karcie tej król potwierdził m.in. nienaruszalności majątków nabytych w czasie rewolucji, przez co zachowane zostały podstawowe zdobycze Wielkiej Rewolucji Francuskiej. Nie wspomniano natomiast o zasadzie suwerenności ludu. Wprowadzono dwuizbowy parlament – Izbę Parów w całości powoływaną przez króla i Izbę Deputowanych Departamentalnych wybieranych w niedemokratycznych wyborach – prawo głosu tylko dla osób spełniających wysoki cenzus majątkowy. W ancien régime, jeśli dany szlachcic był ubogi, to jednak wyższej kategorii człowiekiem, niż dany zamożny przedstawiciel stanu trzeciego. Ludwik XVIII zrównał zubożałych arystokratów z plebsem, a bogatych przedstawicieli gminu z równie majętnymi deputowanymi ze szlachty. Gwarantem tych wszystkich poczynań były kozackie biwaki na Avenue des Champs-Élysées i sam car Aleksander I Romanow, który we wszystkim wspierał Talleyranda i inspirował Ludwika XVIII.
Pomimo pojednawczych gestów Ludwika wśród wielu warstw francuskiego społeczeństwa zaczęła narastać obawa przed powrotem ancien régime’u. Podsycały ją różne gesty królewskie, np. odmowa uznania trójkolorowego sztandaru Rewolucji oraz zachowanie powracającej z emigracji arystokracji, która zaczęła zajmować najważniejsze państwowe stanowiska. Stendhal pisał o nich wiosną 1814 r.: Nic nie potrafią, a domagają się wszystkiego. Wielu weteranów zostało zwolnionych z armii. Chłopi obawiali się powrotu ziemi do rąk arystokracji. Burżuazji nie podobał się zalew rynku angielskimi towarami, który rujnował drobne przedsiębiorstwa. We Francji narastała niechęć do Burbonów i tęsknota za Cesarstwem. Wieści o tym dotarły na Elbę, gdzie przebywał zesłany cesarz Napoleon Bonaparte.

## Sto Dni i II Restauracja
Wieczorem 5 marca 1815 r. na dwór królewski w Paryżu dotarła wieść, że „korsykański potwór” wylądował 1 marca w zatoce Jouan na południu Francji. Wiadomość ta wywołała wielkie wrażenie na dworze francuskim. Wezwany do króla marszałek Ney buńczucznie zapowiedział, że przyprowadzi uzurpatora w żelaznej klatce. Jednak kiedy jego wojska stanęły twarzą w twarz z siłami Napoleona, Ney bez walki przeszedł na jego stronę. W nocy z 19 na 20 marca Ludwik XVIII i cała rodzina królewska uciekli z Paryża. Nie była to jednak potajemna ucieczka pogardzanego króla. W Abbeville 20 marca o 17:00 król witany był owacjami i płaczem. 21 marca o 4:00 witało go Béthune. Lille 22 marca zgotowało Ludwikowi iście królewskie powitanie.

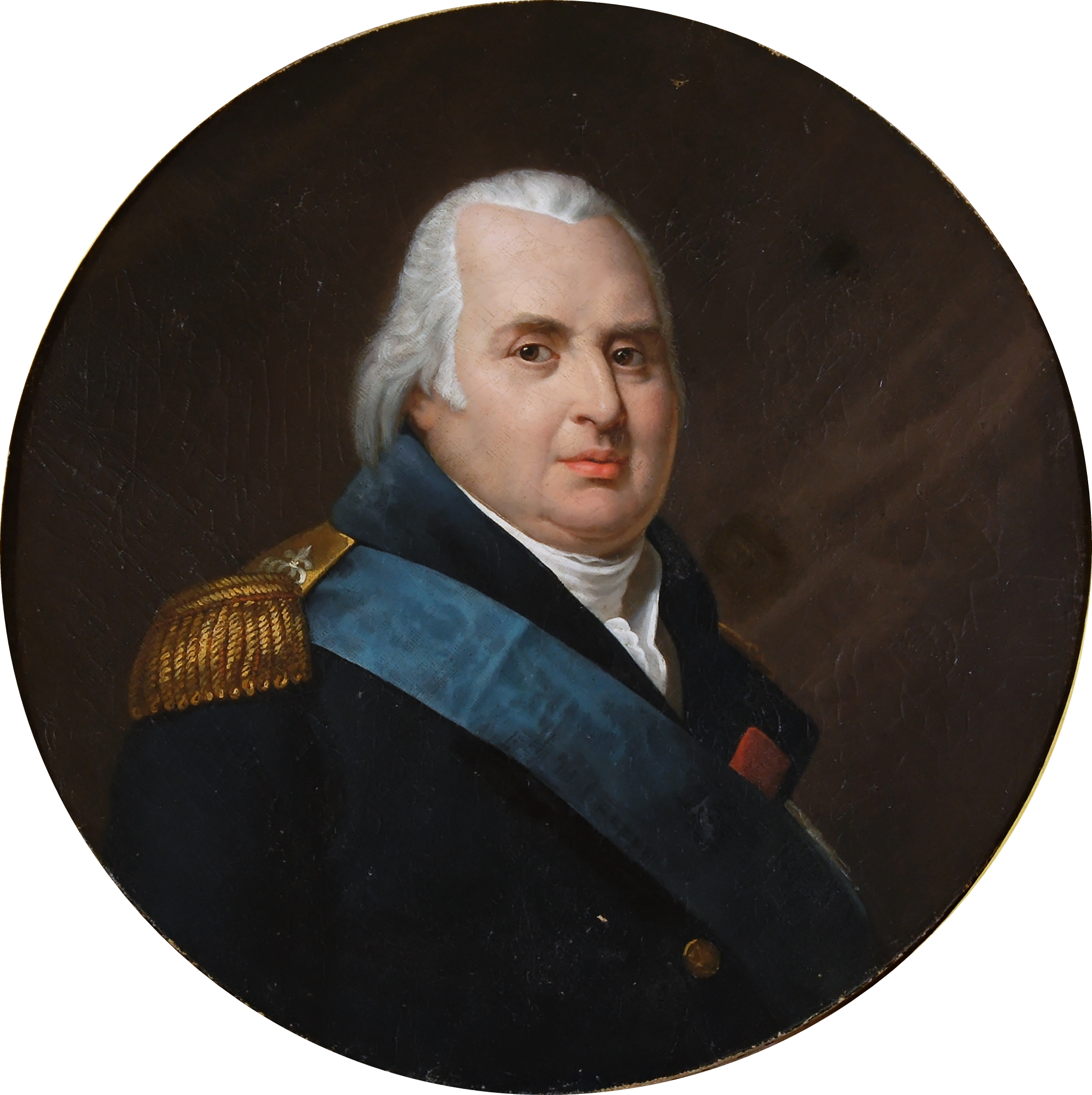
Ludwik XVIII

Powodzenie było jednak na razie po stronie cesarza. Wieczorem 20 marca wkroczył on do Paryża entuzjastycznie witany przez jego mieszkańców. Następnie przystąpił do odbudowy armii. 15 czerwca wkroczył do Belgii z zamiarem pokonania wojsk pruskich Blüchera i brytyjskich Wellingtona. Plan się jednak nie powiódł. Blücher został wprawdzie pokonany 16 czerwca w bitwie pod Ligny, ale nie rozbity. 18 czerwca Napoleon zmierzył się z Wellingtonem pod Waterloo, jednak nie zdołał go pokonać do czasu nadejścia Prusaków. Bitwa skończyła się klęską cesarza, która przypieczętowała jego upadek. Zesłany na wyspę św. Heleny umarł tam w 1821 r.
8 lipca Ludwik XVIII wrócił do opanowanego przez koalicjantów Paryża, witany równie entuzjastycznie co w marcu Napoleon. Król był nim tak wzruszony, że odstąpił od etykiety i zmieszał się z tłumem. Prefekt departamentu Sekwany, hrabia Gilbert Chabrol de Volvic, powitał go słowami: Minęło sto dni od smutnej chwili, gdyś został, Najjaśniejszy Panie, oderwany od kochających cię poddanych i zmuszony do opuszczenia stolicy pośród łez i łkania jej mieszkańców.
Po klęsce Napoleona zawarty został 20 listopada 1815 r. drugi pokój w Paryżu, na gorszych dla Francji warunkach. Utraciła ona na rzecz Prus prowincję Saarę oraz, na rzecz Sardynii, Sabaudię; musiała też zapłacić 700 mln franków kontrybucji wojennej i utrzymywać 150-tys. wojska okupacyjne. Ponadto wróciła reakcja polityczna i rozpętał się biały terror ultrasów, zwłaszcza na południu kraju. Nie nastąpiły jednak zbyt szerokie represje wobec republikanów, bonapartystów i protestantów (choć to właśnie jeszcze 19 sierpnia został rozstrzelany były adiutant cesarza, generał La Bédoyère). Odeszli wprawdzie Talleyrand i Joseph Fouché, dawny minister policji, jednak Izba Parów dalej składała się zarówno z rojalistów, jak i szlachty wykreowanej w okresie Cesarstwa.
W rozpisanych na sierpień 1815 r. wyborach do Izby Deputowanych większość uzyskali jednak ultrasi – skrajni konserwatyści dążący do całkowitego powrotu do czasów przedrewolucyjnych. Ludwik powołał jednak na szefa rządu umiarkowanego rojalistę, księcia Richelieu. Chociaż Karta Konstytucyjna przewidywała odpowiedzialność rządu przed królem, zdominowana przez ultrasów Izba Deputowanych chciała poddać umiarkowany rząd swojej kontroli. Prowokacyjne ustawy (zniesienie rozwodów), spory z ministrami i próby przywrócenia przedrewolucyjnego porządku spowodowały, że Ludwik stracił w końcu cierpliwość i rozwiązał Izbę Deputowanych. We wrześniu 1816 r. odbyły się nowe wybory, które dały nieznaczną przewagę umiarkowanym rojalistom.
Początkowo powracających Burbonów popierała dawna arystokracja i dawne klasy posiadające. Jednak polityka protekcjonizmu gospodarczego sprawiła, że siły rojalistów powiększyły się o burżuazję, przemysłowców, producentów zboża i hodowców. Jednak wynikający z tej polityki zastój w handlu zagranicznym oraz wzrost cen rujnował niższe warstwy społeczne. Bogaciły się natomiast wyższe warstwy, które miały ponadto pełnię praw politycznych. Długi okres pokoju jaki przeżywała wówczas Francja sprawił, że kraj stał się zamożny i ludny. Nie przywrócono wielkiej przedrewolucyjnej własności ziemskiej, wzrastała natomiast liczba gospodarstw średnich i drobnych. Rozwijała się nauka (André Marie Ampère, Jean Baptiste Joseph Fourier, Augustin Louis Cauchy), filozofia (Henri de Saint-Simon) i romantyczna literatura (Alphonse de Lamartine, François René de Chateaubriand, Victor Hugo, Alfred de Vigny). Zwiększało się również bogactwo burżuazji spowodowane wzrostem produkcji przemysłowej. Odbył się on jednak kosztem wyzysku robotników. W fabrykach pracowały również kobiety i dzieci, pracowano również nocą, łączny czas pracy wynosił 13–16 godzin dziennie. Robotnicy żyli w skandalicznych warunkach bytowych.

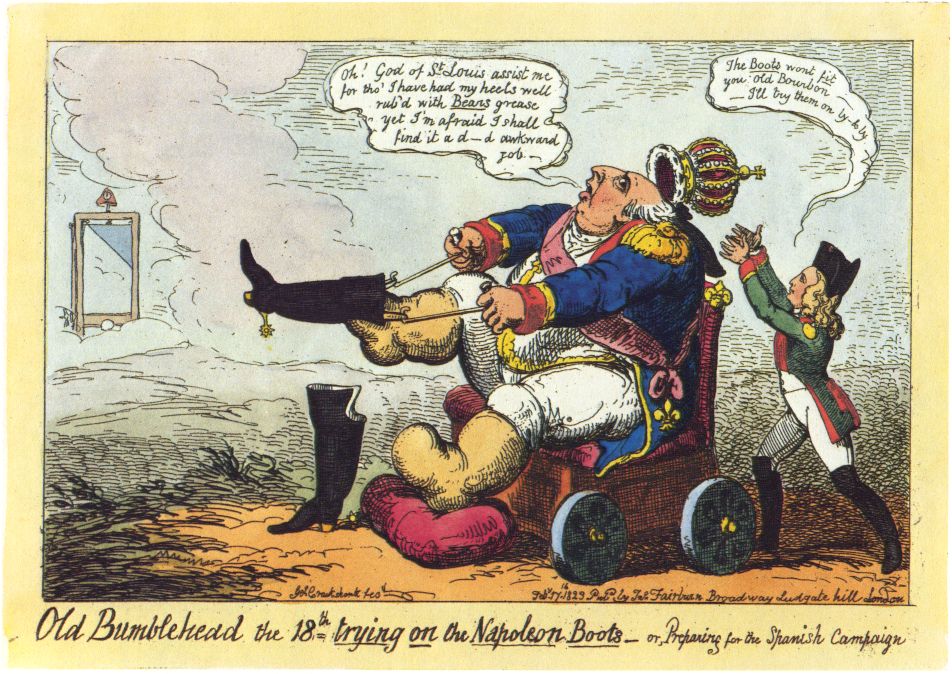
Angielska karykatura przedstawiająca Ludwika XVIII

Umiarkowane rządy księcia Richelieu (1815–1818), markiza Dessolles (1818–1819), diuka Decazes (1819–1820) i ponownie księcia Richelieu (1820–1821) miały duże sukcesy w ustabilizowaniu sytuacji politycznej w kraju. Dzięki pożyczkom bankowym udało się spłacić długi państwowe z okresu Stu Dni oraz koszty okupacji. Przyspieszyło to ewakuację wojsk okupacyjnych z Francji, co nastąpiło w 1818 r. W tym samym roku Kongres mocarstw europejskich dopuścił Francję do grona państw decydujących o losach Europy. Uporządkowano stosunki z Kościołem katolickim, powracając do zasad konkordatu z 1801 r. Armię zreorganizowano i ograniczono do 150 000 ludzi. Reforma z 1818 r. wprowadziła demokratyczne zasady awansu w armii.
Zmiana kursu nastąpiła w 1820 r. 14 lutego fanatyczny republikanin Louis Pierre Louvel zastrzelił bratanka Ludwika, księcia de Berry. Upadł rząd Decazesa i, po krótkim przerywniku Richelieu, powstał ultrakonserwatywny rząd hrabiego de Villèle. Popierał go królewski brat, hrabia d’Artois, arystokracja, Kościół rzymskokatolicki, konserwatywne kluby, komitety, gazety i stowarzyszenia. Rozpoczęły się represje wobec opozycji. Ograniczono wolność osobistą i wolność prasy. Najbogatsi wyborcy otrzymali prawo do podwójnego głosu oraz 172 nowe mandaty w Izbie Deputowanych. Krępowano swobodę wypowiedzi, narastała klerykalizacja. Nadzór nad szkołami średnimi i wyższymi przejął Kościół rzymskokatolicki. Francja zdecydowała się na zorganizowanie ekspedycji wojskowej do Hiszpanii, gdzie władzę objął rząd liberalny. W kwietniu 1823 r. 60-tysięczny francuski korpus pod dowództwem księcia Angoulême, wkroczył do Hiszpanii (Interwencja francuska w Hiszpanii w 1823), zdobywając Madryt i Kadyks, zwyciężając pod Trocadero. Nastąpiły prześladowania hiszpańskich liberałów. Ultrasi triumfowali.
Liberalna opozycja, na czele której stał sędziwy markiz La Fayette oraz pisarz Benjamin Constant de Rebecque, została zepchnięta na dalszy plan. W wyborach, które odbyły się w 1824 r. liberałowie uzyskali zaledwie kilkanaście mandatów na 430 możliwych. W tym czasie nastąpiła zmiana władcy.

## Śmierć
Ludwik XVIII nigdy nie cieszył się dobrym zdrowiem. Od dawna cierpiał na podagrę, żylaki i otyłość. Już w młodości jego nogi pokryły rany. W czasie pobytu w Rosji odmroził sobie nogi, gdy w wyniku kaprysu cara musiał opuścić Mitawę w środku zimy. Od tamtej pory nie mógł założyć skórzanych butów i nosił tylko miękkie, aksamitne botki. W ostatnich latach życia, trapiony zaawansowaną podagrą, poruszał się przeważnie w fotelu na kółkach. Stąd nazywano go Le Roi Fauteuil (Król Fotel), co było ironicznym nawiązaniem do przydomku Ludwika XIV – Le Roi Soleil (Król Słońce).

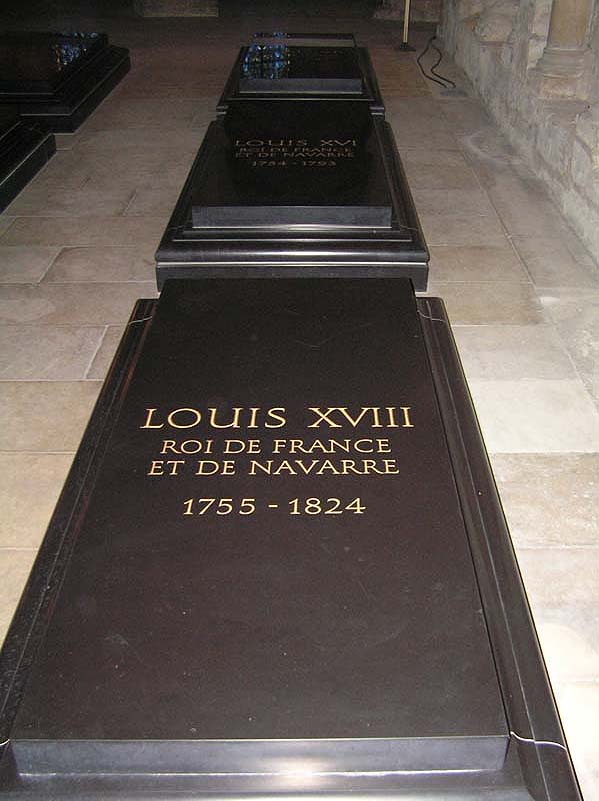
Grób Ludwika XVIII

Latem 1824 r. jego zdrowie gwałtownie pogorszyło się. 10 września lekarze orzekli, że nogi króla zaatakowała gangrena. Lokaj króla, Baptiste, ściągając pończochy Jego Królewskiej Mości znalazł w nich fragmenty palca lewej stopy, a największy palec i jeszcze inny prawie odpadły. Ten zacny człowiek, bardzo przywiązany do swego pana, o mało nie zasłabł z wrażenia, ale król niczego nie zauważył: całe jego ciało stało się jakby miękkie i pozbawione czucia.
Król prowadził jednak normalne życie. Zasiadał przy stole, spełniał królewskie obowiązki, do końca dbał o swoje przywileje. Kiedy doktor Portal nakazał lokajowi: Proszę mu zdjąć koszulę!, król usiadł na łóżku i powiedział władczym tonem: Panie doktorze Portal, nazywam się Ludwik XVIII. Powinien pan był powiedzieć: „Proszę zdjąć koszulę Jego Królewskiej Mości”. Dopiero 12 września zgodził się położyć do łóżka. Zawieszono przedstawienia i zamknięto giełdę. Tłum zgromadził się przed Tuilleriami i oczekiwał na informację o stanie zdrowia króla. Kiedy doniesiono o tym Ludwikowi, ten powiedział zdziwiony: Zrobiłem więc jednak trochę dobrego.
Gangrena rozwijała się powoli. Król zachował jednak przytomność umysłu. Wskazując na przebywającego przy jego łóżku małego księcia Bordeaux powiedział: Niech Karol X (brat króla, hrabia d’Artois) dba o koronę tego dziecka. Agonia rozpoczęła się w nocy z 15 na 16 września. Król często omdlewał. Zgon stwierdzono o 4:00 nad ranem. Odór panujący przy łożu mógł powalić na ziemię – zapisał świadek. Sekcji zwłok króla dokonał doktor Breschet, który powiedział: Oto król stał się poddanym.
Ludwik został pochowany w bazylice Saint Denis. Dzięki swoim rozumnym i taktownym rządom umocnił władzę domu Burbonów. Po jego śmierci tron objął jego młodszy brat, ultrakonserwatywny hrabia d’Artois jako Karol X. Nie spełnił on prośby Ludwika i nie zadbał o koronę dla księcia Bordeaux. Jego ultrakonserwatywne rządy, represje wobec opozycji, arogancki sposób bycia i łamanie konstytucji spowodowały rewolucję w 1830 r., która ostatecznie odsunęła od władzy we Francji główną linię dynastii Burbonów.

## Odznaczenia
- Krzyż Wielki Orderu Świętego Stefana (Węgry)[4]

## Wywód przodków
| Prapradziadkowie                       | Ludwik Wielki Delfin (1661–1711) ∞1680 Maria Anna Bawarska (1660–1690)       | Król Sabaudii Wiktor Amadeusz II (1666–1732) ∞1684 Maria Anna Orleańska (1669–1728) | Rafał Leszczyński (1650–1703) ∞1676 Anna z Jabłonowskich (1660–1727)                | Jan Karol Opaliński (1642–1695) ∞1678 Zofia Anna Czarnkowska (1660–1701)            | elektor Saksonii Jan Jerzy III Wettyn (1647–1691) ∞ 1666 Anna Zofia Oldenburg (1647–1717)       | margragia Bayreuth Krystian Ernest Hohenzollern (1644–1712) ∞ 1671 Zofia Luiza Wirtemberska (1642–1702) | cesarz rzymsko-niemiecki Leopold I Habsburg (1640–1705) ∞ 1676 Eleonora Magdalena Wittelsbach (1655–1720) | książę Brunszwiku-Lüneburg Jan Fryderyk Welf (1625–1679) ∞ 1668 Benedykta Wittelsbach (1652–1730)      |
| Pradziadkowie                          | Ludwik Mały Delfin (1682–1712) ∞1696 Maria Adelajda Sabaudzka (1685–1712)    | Ludwik Mały Delfin (1682–1712) ∞1696 Maria Adelajda Sabaudzka (1685–1712)           | król Polski Stanisław Leszczyński (1677–1766) ∞1698 Katarzyna Opalińska (1680–1747) | król Polski Stanisław Leszczyński (1677–1766) ∞1698 Katarzyna Opalińska (1680–1747) | król Polski August II Mocny (1670–1733) ∞1693 Krystyna Eberhardyna Hohenzollernówna (1671–1727) | król Polski August II Mocny (1670–1733) ∞1693 Krystyna Eberhardyna Hohenzollernówna (1671–1727)         | cesarz rzymsko-niemiecki Józef I Habsburg (1678–1711) ∞ 1699 Wilhelmina Amalia Brunszwicka (1673–1742)    | cesarz rzymsko-niemiecki Józef I Habsburg (1678–1711) ∞ 1699 Wilhelmina Amalia Brunszwicka (1673–1742) |
| Dziadkowie                             | król Francji Ludwik XV (1710–1774) ∞1725 Maria Leszczyńska (1703–1768)       | król Francji Ludwik XV (1710–1774) ∞1725 Maria Leszczyńska (1703–1768)              | król Francji Ludwik XV (1710–1774) ∞1725 Maria Leszczyńska (1703–1768)              | król Francji Ludwik XV (1710–1774) ∞1725 Maria Leszczyńska (1703–1768)              | król Polski August III Sas (1696–1763) ∞1719 Maria Józefa Habsburżanka (1699–1757)              | król Polski August III Sas (1696–1763) ∞1719 Maria Józefa Habsburżanka (1699–1757)                      | król Polski August III Sas (1696–1763) ∞1719 Maria Józefa Habsburżanka (1699–1757)                        | król Polski August III Sas (1696–1763) ∞1719 Maria Józefa Habsburżanka (1699–1757)                     |
| Rodzice                                | Ludwik Ferdynand de France (1729–1765) ∞1747 Maria Józefa Wettyn (1731–1767) | Ludwik Ferdynand de France (1729–1765) ∞1747 Maria Józefa Wettyn (1731–1767)        | Ludwik Ferdynand de France (1729–1765) ∞1747 Maria Józefa Wettyn (1731–1767)        | Ludwik Ferdynand de France (1729–1765) ∞1747 Maria Józefa Wettyn (1731–1767)        | Ludwik Ferdynand de France (1729–1765) ∞1747 Maria Józefa Wettyn (1731–1767)                    | Ludwik Ferdynand de France (1729–1765) ∞1747 Maria Józefa Wettyn (1731–1767)                            | Ludwik Ferdynand de France (1729–1765) ∞1747 Maria Józefa Wettyn (1731–1767)                              | Ludwik Ferdynand de France (1729–1765) ∞1747 Maria Józefa Wettyn (1731–1767)                           |
| Ludwik XVIII (1755–1824), Król Francji |                                                                              |                                                                                     |                                                                                     |                                                                                     |                                                                                                 | | | |